# A2002 road
Die A2002 war eine Class-I-Straße, die 1922 in Reigate die Burg nordwestlich umlief, damit die A25 und A217 verband und dabei dem West-Nord-Verkehr die Möglichkeit gab, den Reigate-Tunnel zu umgehen. Als dieser Tunnel für den motorisierten Verkehr gesperrt wurde, wurde die A2002 Teil eines Einbahnstraßenringes, bei dem diese Teil der A25 wurde.